# Pawło Wińkowatow
Pawło Iwanowycz Wińkowatow (ukr. Павло Іванович Віньковатов, ros. Павел Иванович Виньковатов, Pawieł Iwanowicz Wińkowatow; ur. 25 lipca 1921 w Charkowie, Ukraińska SRR, zm. 1987 w Kijowie) – ukraiński piłkarz, grający na pozycji lewego napastnika, trener piłkarski.

## Kariera piłkarska

### Kariera klubowa
Prawidłowe nazwisko Wińkowaty, ale został wpisany w dowodzie jako Wińkowatow. Karierę piłkarską rozpoczął w 1936 w juniorskiej drużynie Silmasz Charków, skąd w 1941 przeszedł do Dynama Kijów. W latach II wojny światowej grał w nieoficjalnych meczach w Dynamie Charków. Również występował w 1945 w zespole Kijowskiej Szkole Czołgistów oraz reprezentacji miasta Mukaczewo. W 1945 powrócił do Dynama, w którym w 1955 zakończył karierę piłkarską.

## Kariera trenerska
Po zakończeniu kariery piłkarskiej w latach 1958-1959 prowadził klub Prohres Berdyczów, potem w latach 60. i 70. XX wieku trenował zakładowe zespoły piłkarskie w Kijowie. W 1987 zmarł w wieku 66 lat.

## Sukcesy i odznaczenia
- zdobywca Pucharu ZSRR: 1954